# (4246) Telemann
(4246) Telemann es un asteroide perteneciente al cinturón de asteroides, descubierto el 24 de septiembre de 1982 por Freimut Börngen desde el Observatorio Karl Schwarzschild, en Tautenburg, Alemania.

## Designación y nombre
Designado provisionalmente como 1982 SY2. Fue nombrado Telemann en honor al compositor barroco alemán Georg Philipp Telemann.